# Монале
Монале (итал. Monale) — коммуна в Италии, располагается в регионе Пьемонт, в провинции Асти.
Население составляет 1013 человека (2008 г.), плотность населения составляет 111 чел./км². Занимает площадь 9 км². Почтовый индекс — 14013. Телефонный код — 0141.
Покровительницей коммуны почитается святая Екатерина Александрийская, празднование 25 ноября.

## Демография
Динамика населения:

## Города-побратимы
- Казуль-д'Еро, Франция (2010)

## Администрация коммуны
- Официальный сайт: http://www.comune.monale.at.it/